# 密山口岸
密山口岸（みつざん-こうがん）は中華人民共和国黒竜江省密山市とロシア連邦の間に位置する出入国検査場。
国境ゲートはハンカ湖北西端を流れる白棱河河口に位置し、密山市中心部から約38キロメートルに位置する。年間貨物処理能力は50万トン、車両通関能力は200台/日であり、年間の旅客処理能力は40万人である。